# June Havoc
June Havoc, właśc. Ellen Evangeline Hovick (ur. 8 listopada 1912 w Vancouver, zm. 28 marca 2010 w Stamford) − amerykańska aktorka, tancerka, scenarzystka i reżyserka teatralna pochodzenia kanadyjskiego. Jej starszą siostrą była Gypsy Rose Lee.